# Reem Al Marzouqi
Reem Al Marzouqi (àrab: ريم المرزوقي)  (Al-Ain, 26 de setembre de 1990) és una enginyera que ha estat la primera ciutadana dels Emirats Àrabs Units a qui s'ha concedit una patent als Estats Units, després de dissenyar un cotxe que pot ser conduït sense mans.

## Biografia
Va fer un grau en enginyeria arquitectònica a la Universitat dels Emirats Àrabs Units (UAEU). Mentre estudiava a la UAEU va treballar amb assessors d'enginyeria d'Abu Dhabi i Dubai, incloent Musanada, participant en la construcció dels edificis i el disseny en una empresa de facilities management. Per les seves habilitats relacionades amb l'enginyeria, va quedar segona a la competició de fusters dels Emirats i va ser l'única i primera dona en participar-hi.
Reem va rebre la patent dels EUA en inventar un vehicle que es pot controlar sense les mans, amb els peus. El sistema utilitza un sistema de palanques, amb una palanca d'acceleració i una palanca de fre que és enterament controlada amb el peu, permetent que les persones sense braços puguin conduir un cotxe. El sistema és el primer de la seva classe, i l'UAEU pretén buscar-ne patents al Japó, la Xina i la Unió Europea, i ha esdevingut un de l'èxit notable al programa Takamul.
La idea de Reem se li va acudir mentre mirava una entrevista per la televisió a Inside Edition amb Jessica Cox, la primera pilot sense braços llicenciada, i va mencionar durant l'entrevista les seves dificultats per conduir un cotxe en llargues distàncies utilitzant només els seus peus. També va esmentar la dificultat de complir les normes de seguretat.
De llavors ençà ha participat en l'exposició Expo Science Internacional. El seu invent es va incloure al Museu Britànic dins 'Una Història del Món en 100 Objectes', i també es va presentar a Manarat Al Saadiyat, a Abu Dhabi, d'abril a agost de 2014. Representava el futur, i va ser anunciada per Neil MacGregor, Director del Museu britànic, com "un exemple brillant d'éssers humans treballant per trobar coses noves."
Basant-se en la seva trajectòria acadèmica i les activitats extracurriculars, va ser seleccionada per l'American Academy of Achievement per participar en la mostra d'innovació de 2014 com a delegada de la 51 cimera anual de San Francisco, Califòrnia.